# Rujumbura
Rujumbura was een onafhankelijk koninkrijk in Afrika, dat was gelegen in het zuidwesten van het huidige Oeganda. Het ontstond in 1752 als een van de opvolgerstaten van het koninkrijk Mpororo. De onafhankelijkheid kwam ten einde door de Britse kolonisatie van het gebied. De Britten voegden Rujumbura in 1901 bij het koninkrijk Ankole, een onderdeel van het Protectoraat Oeganda.

## Omukama
De eerste koning (omukama) van Rujumbura was Kirenzi, een zoon van Kahaya Rutindangyezi, de laatste koning van Mpororo. De volledige lijst van koningen van Rujumbura is:
- Kirenzi (Kashenyi)
- Rwebiraaro
- Nyinamanyonyi
- Muhoozi
- Makobore (tot 1901)
- Karegyesa (in 1901)